# ده‌نو ۱ (سیرجان)
ده‌نو یا دهنو۱ روستایی در دهستان چهارگنبد بخش بلورد شهرستان سیرجان استان کرمان ایران است.

## جمعیت
بر پایه سرشماری عمومی نفوس و مسکن در سال ۱۳۹۵ جمعیت این روستا ۸۲ نفر (۲۴خانوار) بوده‌است.